# Zofia Turosz
Zofia Turosz, z domu Młynek (ur. 27 lipca 1938 w Żołyni) – polska lekkoatletka, biegaczka długodystansowa, maratonka, chodziarka.

## Kariera
Urodziła się 27 lipca 1938 w Żołyni. Starty w biegach rozpoczęła w wieku szkolnym, w latach 50. startowała w Biegach Narodowych, w 1954 zajęła jako juniorka 3. miejsce w finale wojewódzkim. Ukończyła Technikum Włókiennicze w Rakszawie, następnie pracowała jako tkaczka w Rakszawskich Zakładach Włókienniczych oraz Spółdzielni Rzemiosła Artystycznego Cepelia w Leżajsku. 
Jako biegaczka startowała kolejno w barwach klubów Włókniarz Rakszawa, Unia Nowa Sarzyna, Resovia oraz w założonym przez siebie klubie Start Cepelia w Leżajsku. Trenowała zarówno biegi na bieżni lekkoatletycznej, jak również biegi przełajowe. Jej trenerem był m.in. jej mąż, Tadeusz.
Pod koniec lata 70. skupiła się na biegach maratońskich. 8 listopada 1981 wystąpiła w supermaratonie w Koszycach, gdzie uzyskała nieoficjalny rekord Polski w biegu na 100 km, z czasem 8:18,04(nie uznany za oficjalny z przyczyn regulaminowych), w styczniu 1982 w Kaliszu uzyskała na tym samym dystansie wynik 8:26,05. W 1982 została brązową medalistką mistrzostw Polski w maratonie. Od 1984 trenowała także chód sportowy, w barwach AZS AWF Katowice. W 1985 uzyskała w chodzie na 50 000 m wynik 5:13:49.8 uznany za nieoficjalny rekord Polski. Jej międzyczas na 30 000 m wynosił 3:02:08.2., zaś międzyczasy na 35 000 m – 3:33:35.4 oraz 40 000 m – 4:06:21.8 uznano za nieoficjalne rekordy świata kobiet.
W 1986 wyemigrowała do Stanów Zjednoczonych i tam kontynuowała starty biegowe. Podjęła występy w kategorii masters. Startowała w maratonach m.in. w Nowym Jorku, Bostonie, Los Angeles. W 1988 zdobyła mistrzostwo USA w biegu ulicznym na 10 km w kategorii masters, tytuł obroniła 19 sierpnia 1989 w Asbury Park (New Jersey), po czym nazajutrz w Hartford wygrała mistrzostwa stanu Connecticut w biegu na 5 km. Była także medalistką mistrzostw świata i Polski weteranów. W 2004 ponownie zamieszkała w Polsce. W 2017 wystąpiła w odcinku audycji telewizyjnej z cyklu Z Andrusem po Galicji.
Zamężna od 1957, jej mąż także został biegaczem. Wnuczka Iwona jest jedną z czołowych ultramaratonek w Polsce.
W Leżajsku cyklicznie odbywa się Leżajski Bieg Zośki Turosz, którego jest patronem i w którym cyklicznie startuje

## Sukcesy na zawodach Masters
Według danych Polskiego Związku Lekkiej Atletyki Masters:

### Mistrzostwa Europy
- 1986: chód 5 km - 2 m., bieg na 10 000 m - 2 m. (K45)
- 2005: bieg na 3000 m - 2 m. (K65)
- 2010: bieg na 10 000 m - 2 m., bieg na 5000 m - 3 m. (K70)
- 2012: bieg na 10 000 m - 2 m., bieg na 5000 m - 3 m. (K70)
- 2014: bieg na 5000 m - 1 m. (K75)

### Mistrzostwa świata
- 2009: bieg na 5000 m - 1 m., bieg przełajowy na 8 km - 1 m., bieg na 10 000 m - 2 m. (K70)
- 2011: bieg przełajowy na 8 km - 2 m., bieg na 10 000 m - 3 m. (K70)

### Halowe mistrzostwa świata weteranów
- 2010: bieg przełajowy na 8 km - 1 m., półmaraton - 1 m. (K70)
- 2014: półmaraton - 1 m., bieg przełajowy na 8 km - 3 m. (K75)

## Rekordy życiowe
- bieg na 800 metrów – 2:20,20 (10 października 1968, Rzeszów)[5]
- bieg na 1500 metrów – 4:55,30 (27 lipca 1969, Tarnów)[5]
- chód na 50 000 metrów – 5:13:49 (były nieoficjalny rekord Polski)[4]
- bieg na 100 km – 8:18:04 (rekord Polski weteranów, dane z 2008)[4]
- bieg 24-godzinny – 210,51 (rekord Polski weteranów, dane z 2008)[4]

## Wyróżnienia
- Tytuł „Honorowego Sportowca Roku” w plebiscycie czytelników dziennika „Nowiny”: 1981[7]
- Złoty medal „Za Zasługi Dla Polskiego Ruchu Olimpijskiego” (2010, przyznany przez Polski Komitet Olimpijski)[7]
- Statuetka Św. Michała Archanioła Patrona Powiatu Łańcuckiego (2011)[7]
- Tytuł „Biegaczki 1990 roku” (przyznany przez New York Road Runners Club)[4][7]